# Lysimachia (sø)
|  | For planteslægten Lysimachia, se Fredløs (planteslægt) |
Lysimachia (græsk: Λυσιμαχία) er en sø i den regionale enhed Aetolia-Acarnania, det vestlige Grækenland. Dens areal er 13,2 km², dens dybde er omkring 9 m. Den fødes af den lille flod Ermitsa og af en kanal, der forbinder søen med den større sø Trichonida mod øst. Dens udløb er floden Dimikos, som løber ud i floden Acheloos. Byen Agrinio ligger 6 km mod nordøst.